# Samari szarvascsőrű
A samari szarvascsőrű (Penelopides samarensis) a madarak osztályának szarvascsőrűmadár-alakúak (Bucerotiformes) rendjébe és a szarvascsőrűmadár-félék (Bucerotidae) családjába tartozó faj.

## Előfordulása
A Fülöp-szigetek erdeiben található meg.

## Külső hivatkozások
- Képek az interneten a fajról
- Xeno-canto.org